# Triplex (série télévisée)
Pour les articles homonymes, voir Triplex.
Triplex est une série télévisée québécois en 26 épisodes de 45 minutes scénarisée par Christian Fournier et diffusée entre le 30 septembre 1994 et le 11 avril 1995 sur le réseau TQS.

## Synopsis
Dans cette série télévisée, nous suivons la vie des trois propriétaires de l'immeuble. Au premier étage deux femmes partagent leur vie, (Sylvie Drapeau et Dominique Leduc) l'une est propriétaire d'un salon funéraire et l'autre travaille dans un bureau et adore aller au casino, au deuxième un psychologue et sa femme (Francis Reddy et Claudia Ferri) et finalement au troisième étage on y retrouvait un illustrateur professionnel célibataire (Philippe Cousineau) et tombeur de ces dames (dont Élise Guilbault).

## Fiche technique
- Scénario : Christian Fournier
- Collaboration : Ginette Tremblay
- Réalisation : Gilbert Lepage
- Production : Vincent Gabriele
- Société de production : Productions Sovimage

## Distribution
- Francis Reddy : Emmanuel Vallières
- Claudia Ferri : Ana Maria Gomez
- Aubert Pallascio : Gilles Vallières
- Renée Claude : Angèle Vallières
- Charles Imbeau : Éric Vallières
- Élise Guilbault : Chantal Gascon
- Micheline Lanctôt : Marie-Hélène Rodier
- Sylvie Drapeau : Anouk
- Dominique Leduc : Nathalie Bolduc
- Philippe Cousineau : Jérôme
- France Castel : Agnès
- Sonia Roussy : Sophie
- Sonia Laplante : Marie-Christine
- Éric Cabana : Antoine
- Emmanuel Charest : Patrice Millaire
- Jean Mathieu : Joseph
- Maxime Desbiens-Tremblay : Grégory
- Amulette Garneau : Jeanne d'Arc
- Norman Helms : Jean-Louis
- Henri Chassé : Lieutenant Bernier
- Isabel Fortin : Maude Lacroix